# Trdnjava Lovrijenac
Trdnjava Lovrijenac je samostojna trdnjava za obrambo zahodnega dela mesta Dubrovnik.
Slavna dubrovniška trdnjava Lovrijenac je zgrajena kot samostojna fortifikacija na sivi morski čeri visoki 37 metrov. Ta samostojno stoječa trdnjava je bila zelo pomembna za obrambo zahodnega dela Dubrovnika pred morebitnimi napadi tako s kopna, kakor tudi z morja.
Trdnjava se v legendi omenja že v 11. stoletju, toda zaneslivejši podatki o njej izvirajo iz 14. stoletja, torej iz časa iz katerega izvira tudi njen današnji osnutek. V kasnejših stoletjih se trdnjava večkrat prezidala. Največje prezidave so izvedene istočasno kot obnovitvena dela na ostalih dubrovniških utrdbah - v 15. in 16. stoletju. V velikem potresu
leta 1667 poškodovani Lovrijenac je znova obnovljen v 17. stoletju. Trdnjava ima trikotni tloris, ki je prilagojen obliki skalne pečine na kateri je zgrajen, s svojo najožjo in najvišjo stranjo gleda na zahodna predmestja , medtem ko se s svojo najdaljšo stranico odpira proti Bokaru in zahodnemu delu mestnega obzidja, tako varujoč malo toda najstarejše dubrovniško pristanišče - Kolorino. Trdnjavo je varovalo 10 velikih topov, najznamenitejši in največji med njimi se je imenoval " kuščar ". Iz njega niso nikoli streljali. Projektiral in vlil ga je leta 1537 domači mojster Ivan Rabljanin. Ker je Lovrijenac dominantna utrdba, zavzetje katere bi lahko hudo ogrozilo varnost mesta in republike, je ob njegovi izgradnji še enkrat prišla do izraza modrost in previdnost dubrovniške uprave. Tako debelina zunanjega zidu, ki bi lahko bil izpostavljen morebitni nevarnosti, dosega skoraj 12 metrov, debelina zidu ki gleda na zahodni del mestnega obzidja pa ni večja od 60 centimetrov. Previdnost Dubrovčanov pa ni veljala samo zunanjemu sovražniku, ampak tudi uzurpaciji oblasti poveljnika posadke same. Tako je bil morebitni tiran neprenehno v nevarnosti pred uničenjem najtanjšega zidu trdnjave. Ker pa dodatna previdnost ni nikoli odveč, so poveljnika trdnjave menjali vsak mesec. Svoboda se je tako v dubrovniški republiki ohranjevala na vse možne načine. O tem priča tudi znameniti napis v latinščini nad vhodnimi vrati v trdnjavo Lovrijenac: Non Bene Pro Toto Libertas Venditur Auro, kar v prevodu pomeni: Svoboda ni naprodaj za vse zlato na svetu.